# Schwarze Laber
Schwarze Laber, er en biflod fra venstre til Donau i Bayern. Den har sit udspring nordøst for Neumarkt in der Oberpfalz ved Laaber, der er en landsby i Pilsach ved vandskellet mellem Rhinen og Donau; Den løber mod syd gennem Oberpfälzer Jura og munder efter 76 km ud i Donau ved Sinzing.

## Byer langs floden
- Pilsach-Dietkirchen
- Velburg-Oberweiling
- Velburg-Lengenfeld
- Parsberg
- Beratzhausen
- Laaber
- Deuerling
- Eichhofen
- Schönhofen
- Sinzing

Schwarze Laber fryser kun til i meget strenge vintre da den får det meste vand fra underjoriske Karstkilder; Vandet holder dermed en ret konstant temperatur på omkring 8 °C.